# Mainà venerat
El mainà venerat (Gracula religiosa venerata; syn: Gracula venerata) és un tàxon d'ocell de la família dels estúrnids (Sturnidae), endèmic de les Illes Petites de la Sonda. El seus hàbitats són els manglars, les plantacions i els boscos tropicals i subtropicals de frondoses humits de les terres baixes, bé com els de l'estatge montà. El seu estat de conservació es considera en perill d'extinció.

## Taxonomia
Segons el Handook of the Birds of the World i la quarta versió de la BirdLife International Checklist of the birds of the world (Desembre 2019) aquest tàxon tindria la categoria d'espècie. Tanmateix, altres obres taxonòmiques, com la llista mundial d'ocells del Congrés Ornitològic Internacional (versió 12.2, juliol 2020), el consideren encara una subespècie del mainà religiós (Gracula religiosa venerata).